# Refs Herred
Refs Herred var et herred i det tidligere Thisted Amt.
Tidligere hørte Thyborøn Sogn med til Vestervig-Agger Kommune men i 1954 overgik sognet til Vandfuld Herred i Ringkøbing Amt.
Flg. sogne ligger i Refs Herred (efter hvert sogn er nævnt, hvilken kommune dette sogn kom til at tilhøre efter Kommunalreformen i 1970):
- Agger Sogn (Sydthy Kommune)
- Boddum Sogn (Sydthy Kommune)
- Gettrup Sogn (Sydthy Kommune)
- Helligsø Sogn (Sydthy Kommune)
- Heltborg Sogn (Sydthy Kommune)
- Hurup Sogn (Sydthy Kommune)
- Hvidbjerg Sogn (Thyholm Kommune)
- Jegindø Sogn (Thyholm Kommune)
- Lyngs Sogn (Thyholm Kommune)
- Odby Sogn (Thyholm Kommune)
- Søndbjerg Sogn (Thyholm Kommune)
- Vestervig Sogn (Sydthy Kommune)
- Ydby Sogn (Sydthy Kommune)